# Frederick Tiedt
Frederick „Fred“ Tiedt (* 16. Oktober 1935 in Dublin; † 15. Juni 1999 ebenda) war ein irischer Boxer.

## Biografie
Frederick Tiedt trat bei den Olympischen Sommerspielen 1956 in Melbourne im Weltergewicht an. Mit Siegen über den Polen Tadeusz Walasek, Pearce Allen Lane aus den Vereinigten Staaten und Kevin Hogarth aus Australien zog er ins Finale ein. Dort unterlag er dem Rumänen Nicolae Linca nach Punkten. 1959 begann er seine Karriere als Profiboxer, die jedoch im Gegensatz zu seiner Amateurkarriere weniger erfolgreich verlief.